# Chen Chu (polityk tajwańska)
Chen Chu (ur. 10 czerwca 1950 w Sanxing w powiecie Yilan na Tajwanie) – tajwańska polityk, burmistrz Kaohsiung w latach 2006-2018.
Pochodzi z Sanxing w tajwańskim powiecie Yilan, ukończyła Narodowy Uniwersytet im. Sun Jat-sena w Kaohsiung. W 1979 roku wzięła udział w stłumionym przez władze nielegalnym wiecu opozycji (tzw. incydent Kaohsiung), za co rok później została skazana na karę pozbawienia wolności. W więzieniu spędziła 6 lat. Po zwolnieniu zaangażowała się w działalność Tajwańskiej Fundacji Praw Człowieka, w latach 1994-1996 była jej przewodniczącą. Była uczestnikiem Światowego Forum Ekonomicznego w Davos w 1992 roku i Światowej Konferencji Praw Człowieka w Wiedniu w 1993 roku. W latach 1994–2000 pełniła kolejno funkcję dyrektora wydziału spraw społecznych w magistratach Tajpej i Kaohsiungu, w czasie gdy burmistrzami tych miast byli Chen Shui-bian i Frank Hsieh.
W latach 2000–2005 była ministrem pracy Republiki Chińskiej. W 2006 roku zwyciężyła w wyborach na burmistrza Kaohsiung, zostając pierwszą kobietą na tym stanowisku. Chen uzyskała większość zaledwie 0,14% głosów, co stało się przyczyną zaskarżenia wyniku wyborów ze strony przegranej koalicji Niebieskich. W 2007 roku sąd najwyższy oddalił jednak skargę. W trakcie pełnienia urzędu burmistrza Chen Chu ściągnęła na siebie krytykę z powodu wizyty w Chińskiej Republice Ludowej w ramach kampanii promocyjnej przed World Games 2009 i opuszczenia miasta w trakcie uderzenia tajfunu Fanapi w 2010 roku. Pomimo to w 2010 roku uzyskała reelekcję na drugą, a w 2014 roku na trzecią kadencję. W 2012 roku, po rezygnacji Tsai Ing-wen, pełniła przez dwa miesiące funkcję tymczasowej przewodniczącej Demokratycznej Partii Postępowej.